# ميلان شكودا
ميلان شكودا (تشيكية: Milan Škoda؛ مواليد 16 يناير 1986) هو لاعب كرة قدم تشيكي يجيد اللعب كمهاجم مع سلافيا براغ. كان أول ظهور دولي مع جمهورية التشيك يوم 12 يونيو 2015 في مباراة انتهت بالخسارة 1–2 خارج الديار أمام آيسلندا ضمن تصفيات بطولة أمم أوروبا لكرة القدم 2016، بعد أن دخل بديلاً للوكاش فاخا بالدقيقة 79. سجل أول هدفين دوليين له ضد كازاخستان.

## روابط خارجية
- ميلان شكودا على موقع الاتحاد الأوربي (الإنجليزية)
- ميلان شكودا على موقع اتحاد تركيا (لاعب) (الإنجليزية)
- ميلان شكودا على موقع قاعدة بيانات كرة القدم.إي يو (الإنجليزية)
- ميلان شكودا على موقع ناشيونال فوتبول تيمز (الإنجليزية)
- ميلان شكودا على موقع Soccerway.com (الإنجليزية)
- ميلان شكودا على موقع عالم كرة القدم.نت (الإنجليزية)
- ميلان شكودا على موقع AS.com (الإسبانية)